# Liste der Kulturdenkmäler auf dem Frankfurter Südfriedhof
In der Liste der Kulturdenkmäler in Frankfurt-Sachsenhausen sind alle Kulturdenkmäler im Sinne des Hessischen Denkmalschutzgesetzes in Frankfurt-Sachsenhausen, einem Stadtteil von Frankfurt am Main aufgelistet. Aus Größengründen ist die Liste in drei Teillisten (Liste der Kulturdenkmäler in Frankfurt-Sachsenhausen (A–K), Liste der Kulturdenkmäler in Frankfurt-Sachsenhausen (L–Z) und diese Liste der Kulturdenkmäler auf dem Frankfurter Südfriedhof aufgeteilt.

## Gebäude und Mahnmale
| Bild           | Bezeichnung                                                | Lage                                                        | Beschreibung | Bauzeit | Daten  |
| -------------- | ---------------------------------------------------------- | ----------------------------------------------------------- | --- | ------- | ------ |
| weitere Bilder | Südfriedhof, Kopfbau                                       | Darmstädter Landstraße 229 LageFlur: 564, Flurstück: 153/92 | Die Trauerhalle im Stile des florentinischen Barocks wurde vom damaligen Stadtinspektor Koch entworfen und erst später im Jahre 1896 errichtet. Die Inneneinrichtung wurde von dem Historienmaler Leopold Bode vorgenommen. Die Trauerhalle wurde im Zweiten Weltkrieg weitestgehend zerstört und 1950 wieder aufgebaut. Portalbauten des 1868 eröffneten Friedhofs nach Plänen von J. Lieblein im Stil zwischen Spätklassizismus und Neurenaissance erbaut. Zentraler Kuppelbau auf byzantinischem Grundriss mit arkadierter Verbindung der Flügelbauten. | 1896    | 153575 |
| weitere Bilder | Ehrenhain und Ehrenmal Erster Weltkrieg                    | Lage                                                        | Das zentrale Ehrenmal besteht aus gelbem Sandstein. Auf dem mächtigen Sockel die überlebensgroße Sandsteinskulptur einer sitzenden Frau mit einem Lorbeerkranz in der Hand, die als trauernde Germania aufgefasst werden kann. Das Denkmal ist signiert Wilh. Müller, arch. inv.; C&C Welb Bauunternehmer; Franz Krüger 1883, Bildhauer. Inschrift: „Die Kriegerkameradschaft Frankfurt a. M. ihren 1870–1871 dahier verstorbenen Kameraden“. | 1883    |        |
| weitere Bilder | Obelisk für die 1870/71 gestorbenen französischen Soldaten | Lage                                                        | Obelisk aus geschliffenem Granit für die im Deutsch-französischen Krieg 1870–1871 in Frankfurt verstorbenen französischen Soldaten. Inschrift: „A la mémoire des Soldats Francais Dècédés à Francfort 1870–1871 – Leurs Compatriotes 1881“ | 1881    |        |
| weitere Bilder | Kalksteinstele Erster Weltkrieg                            | Lage                                                        | Kalksteinstele mit Helmplastik. Inschrift: „1914-1918 Unseren im Weltkrieg gefallenen Kameraden, die Kriegerkameradschaft Frankfurt a. M. errichtet am 6. Mai 1928“ | 1928    |        |

## Gräber
| Bild | Gewann      | Name(n)                              | Jahr                               | Steinmetz                                      | Beschreibung |
| ---- | ----------- | ------------------------------------ | ---------------------------------- | ---------------------------------------------- | --- |
|      | A 23–25     | Holzammer                            | 1904                               | Jean Schad                                     | Traditionelle Kreuzstele aus Marmor. |
| 0    | A 53        | Walther                              | 1890                               | Jean Schad                                     | Säulenstele in Formen der Neurenaissance aus rotem Sandstein. |
|      | A 90–91     | Humser                               | 1880                               | Jean Schad                                     | Ädikula in Formen der Renaissance aus gelbem Sandstein mit Tafeln aus Marmor. |
|      | A 92        | Abt                                  | 1878                               | Erhard Ackermann                               | Übergiebelte Stele mit angedeuteten Eckakroteren aus poliertem roten Granit, zentral betont durch ein Portraitrelief aus Galvanobronze (Hinweis: Zum Zeitpunkt der Aufnahme war das Porträt entfernt). |
|      | A 93–97     | Gerold                               | 1872                               | Johann Hössbacher                              | Kreuzstele (das ursprüngliche Marmorkreuz wurde durch ein Metallkreuz ersetzt) auf hohem, übergiebelten Sandsteinsockel. Giebel und Eckakroteren sind mit Palmettenreliefs verziert. Erweitert 1921/23 durch zwei Sandsteinpostamente für Marmorurnen.                                                                |
|      | A 116       | Schmidt                              | 1905 / 1924                        | Giulio Cesare Augusto Varnesi                  | Ädikulaähnliches Denkmal mit doppelter Schauseite in klassizistischer Formsprache aus Kalk-Kunststein. In die Nische vor mosaizierter Rückwand ist ein reliefverzierter Krater eingestellt, an den Seiten befinden sich Kranzreliefs. Der Entwurf stammt von Carl von Faber (1905), die Ausführung von Varnesi (1924) |
|      | A 117       | Osse-Loder                           | 1871                               | Weitbrecht in Offenbach                        | Neoromantische Ädikula mit Kreuzaufsatz aus rotem Sandstein. |
|      | A 118       | Schmidt                              | 1871                               | Weitbrecht in Offenbach                        | Spätklassizistische Stele aus rotem Sandstein mit bekrönendem Kreuz auf der mit Eckakroteren geschmückten, durch ein ausladendes Gesims vom Sockel getrennten Verdachung. |
|      | A 131       | Holzapfel-Strobel                    | 1912                               | 0                                              | Neoklassizistische Ädikula mit Flügelwänden in ägyptisierenden Formen aus gestocktem Odenwaldgranit. In der Nische befindet sich eine Relieftafel aus Galvanobronze mit Namenskartusche, gerahmt von renaissancistischem Rankenwerk                                                                                   |
|      | A 137       | Pfeifer                              | 1922                               | Jean Schad                                     | In den Formen vereinfachte neoklassizistische Ädikula aus gestocktem Granit mit dominantem Marmorrelief einer sitzenden Trauernden. |
|      | A 169–170   | Simrock-Andreae                      | 1914                               | Jean Schad                                     | Ensemble von schlichten Marmorkreuzen auf Sandsteinsockel. |
|      | A 210       | Büdinger                             | 1913                               | E.C. Klucken                                   | Nach dem Vorbild einer Ädikula gestaltete Stele mit beidseitig angeordneten Postamenten für (nicht mehr vorhandene) bronzene Pflanzkästen aus poliertem dunklem Granit. Die Ansicht wird dominiert von einer lebensgroßen Plastik einer Trauernden aus Galvanobronze (diese ist auf dem Bild nicht vorhaben).         |
| 0    | A 223–224   | Rumbler-Elsemüller-Gutkaes           | 1910                               | Nau & Mahr                                     | Neoklassizistische, an die Grundformen einer Ädikula angelehnte, Stele aus poliertem roten schwedischen Granit als Rahmen für eine kratergirlandenbekränzte Urne aus weißem italienischen Marmor. Auf der Frontseite der Stele ein Porträtrelief, auf der Rückseite erhabene Palmenzweige.                            |
| 0    | A 234       | Rumbler-Helfmann                     | 1914                               | Gebrüder Wagner                                | Ädikula in strengen neoklassizistischen Formen mit integrierter Blumenschale aus rotem schwedischen Granit. In die Pfeiler sind quadratische Reliefs mit trauernden Gestalten aus Galvanobronze eingelassen. |
|      | A 240       | Greitner                             | 1920                               | Entwurf Hermann Geittner, Architekt            | Individuell durch Übersetzung traditioneller Formen in den Jugendstil gestaltete dreibahnige Stele aus Muschelkalk. Über den wie bei Kolumbarien angeordneten Schrifttafeln befinden sich beidseitig Reliefs Trauernder.                                                                                              |
| 0    | A 242       | Wentzel                              | 1914                               | F. Hofmeister                                  | Dreiteilige neoklassizistische Stele aus dunklem Granit mit seriellem Galvanobronzerelief eines trauernden Engels. |
|      | A 246–248   | Röhling-Mayer                        | 1914                               | Jean Schad                                     | Monumentales neoklassizistisches, einer dorischen Tempelfassade entlehntes Denkmal aus Muschelkalk mit axial eingestellter Galvanoplastik einer lebensgroßen Christusfigur. Entwurf: Peter Umpfenbach, Architekt |
|      | A 289       | Gaehl                                | 1901                               | Jean Schad                                     | Traditionell durch Gesimse horizontal unterteilter Sockel aus poliertem Granit als Postament für die Plastik eines Engels. Engel: Galvanoplastische Kunstanstalt Geislingen |
|      | A 312–313   | Löffler                              | 1896                               | M. Löffler                                     | Von allseitig bildhauerischer Arbeit geprägte Stele in historistischem Stilgemisch aus grünem Sandstein. Entwurf und Ausführung: M. Löffler, Baugeschäft |
|      | A 310–311   | Oskar Sommer                         | 1894                               | 0                                              | Ädikulaartige Sandsteinstele mit überreichem Reliefschmuck nach Vorbild der Renaissance, die auch seine architektonischen Entwürfe (unter anderem Städel und Börse in Frankfurt am Main) prägten; im Zentrum ein Porträtrelief. Entwurf: Friedrich Sander, Medaillonrelief: Louise Schmick.                           |
|      | A 331–332   | Dörrstein-Goldschmidt                | 1907                               | F. Hofmeister                                  | Obeliskartige Granitstele, bekrönt von einem Feuerbecken, auf dem Sockel eines älteren Denkmals. Im grob behauenen von vier Urnen besetzten Untersockel befinden sich acht durch Schrifttafeln verschlossene Urnennischen.                                                                                            |
|      | A 323a–325a | Coutou, Richter, Petry               | 1900                               | August Schappel Wwe., Inh. Jean Schappel       | Galvanoplastische Engelsfigur mit Rose auf dreibahnigem Sockel aus poliertem schwarzen schwedischen Granit mit felsartigem Untersockel aus Syvenit. |
| 0    | A 342       | Dauth                                | 1913                               | Nau & Mahr                                     | Ädikula aus Granit in strengen neoklassizistischen Formen, erinnernd an mykenische Bauten. |
| 0    | A 344       | Geyer                                | 1913                               | Nau & Mahr                                     | Auf die Grundformen zurückgeführte neoklassizistische Ädikula aus geschliffenem Granit, über der Schrifttafel ein Palmwedelrelief aus Galvanobronze. |
|      | A 363       | Geittner                             | 1902                               | 0                                              | Sandsteinstele mit Kreuzbekrönung in renaissancistischen Formen. Im Tympanon des Rundgibels reliefierte florale Motive |
|      | A 346       | Lepple                               | 1912                               | Jean Schad                                     | Neoklassizistische Ädikula, Säulen und zentrale Schrifttafel aus poliertem, Sockel und Flügelsteine aus gestocktem hellen Granit. |
| 0    | A 533–534   | Steinmetz Johann Schad               | 1921                               | Jean Schad                                     | Neoklassizistische Pfeilädikula unter monolithischem Segmentbogengiebel aus Kalkstein mit doppelter Inschriftennische. |
|      | A 532       | Seyd                                 | 1905                               | F. Hofmeister                                  | Stele aus weißem Marmor mit vorgesetztem Postament für eine Vase aus Serpentin. |
|      | A 557       | Nagel                                | 1912                               | Jean Schad                                     | Neoklassizistische Säulenädikula mit Dreiecksgiebel aus poliertem dunklem Syenit. Die ursprünglich bronzene Pflanzschalen tragenden Eckpfosten der geschwungenen Flügelwände mit eingraviertem Fries verziert. |
|      | A 565       | Pettersen                            | 1912                               | Gebrüder Wagner                                | Schlichte Stele in der Umrißform einer Ädikula aus Muschelkalkstein mit eingelegtem seriellen Relief eines trauernden Engels aus Galvanobronze. |
| 0    | A 585       | Gassmann                             | 1912                               | Nau & Mahr                                     | Denkmal in Form eines Pylons aus Muschelkalk. Über dem Schriftfeld ist eine Reliefplatte aus Galvanobronze mit einer vor einer Urne knienden Mädchengestalt eingelassen. |
|      | A 612       | Allgeier-Emde                        | 1906                               | F. Hofmeister                                  | Kreuzstele auf breitausladendem, in der Tiefe gestaffeltem Sockel aus geschliffenem und poliertem dunklem Syenit mit dominierender weiblicher Figur aus Galvanobronze. |
|      | A 634       | Zehner                               | 1907                               | F. Hofmeister                                  | Schlichte Schriftstele aus weißem Marmor mit renaissancistischem Rankenfries unter segmentbogigem Abschluss. |
| 0    | A 654       | Schaake                              | 1910                               | Gebrüder Wagner                                | Neoklassizistische Ädikula aus poliertem schwarzen schwedischen Granit. Auf den Seitenpfosten bronzene Pflanzkästen. |
|      | A 656       | Bartel                               | 1911                               | Nau & Mahr                                     | Schriftstele aus poliertem grünlichen Granit mit renaissancistischem floralem Schmuckfries. Sockel und Pfosten der Einfriedung aus grob behauenem Odenwaldgranit. Zwischen den Pfosten absperrende Ketten. |
|      | A 667       | Lautenschläger                       | 1916                               | Gebrüder Wagner                                | Neoklassizistische Ädikula aus Muschelkalk. Im angedeuteten Tympanon ein Kranzrelief. |
| 0    | A 719       | Geissler                             | 1915                               | Jean Schad                                     | Typisierte neoklassizistische Ädikula mit seitlichen, in Pfosten endenden geschwungenen Stützmauern aus poliertem dunklem Syenit, Säulchen und Blumenpostament aus rotem Granit. |
|      | A 734       | Stein                                | 1913                               | Nau & Mahr                                     | Kreuzstele auf dreiteiligem breitgelagerten Sockel aus poliertem schwedischen mattgrünen Granit. Die zentrale Plastik einer über einer Urne Trauernden und die Christusfigur aus Galvanobronze. |
|      | A 739       | Hartmann                             | 1916                               | Nau & Mahr                                     | Neoklassizistische pylonartige Ädikula aus geschliffenem dunklem Granit. Über dem Schriftspiegel ein serielles Relief aus Galvanobronze mit dem Abbild eines über einer Urne Trauernden in antiker Gewandung. |
|      | A 743       | Steyer                               | 1914                               | E.C. Klucken                                   | Kreuzstele zwischen pfostenbegrenzten Flügelmauern aus poliertem schwarzen schwedischen Granit. Die Christusfigur sowie Blumenkästen und Ketten der Einfriedung aus Bronze. |
|      | A 750       | Fiala                                | 1916                               | F. Hofmeister                                  | Konische Schriftstele mit zurückhaltender Jugendstildekoration zwischen gekrümmten, in schalentragenden Pfosten endenden Flügelmauern aus poliertem dunkel-grünlichen Granit. |
|      | A 750 a+b   | Löffler-Klein                        | 1914                               | 0                                              | Lebensgroße Galvanoplastik einer Trauernden auf dreigeteiltem Sockel aus poliertem dunklen Granit. Plastik: Galvanoplastische Kunstanstalt Geislingen, sign.: Liebhaber |
|      | A 752       | Schlegel-Anhalt                      | 1916                               | F. Hofmeister                                  | Serielle Schriftstele aus poliertem dunkel-grünlichen Granit mit florelem Relieffries. |
|      | A 771–772   | Arnecke                              | 1915                               | Jean Schad                                     | Stele in provinziellen Formen der Neorenaissance aus rotem Sandstein, eingelegt eine Schrifttafel aus poliertem schwarzen Granit. Der Giebel war ursprünglich von einem Granitkreuz bekrönt. |
|      | A 1071–1072 | Grosche-Schmidt                      | 1928                               | 0                                              | Reliefstele „nach künstlerischem Modell“ mit rosentragender Frauengestalt zwischen Flügelmauern aus Kunstkalkstein in einer für die späten 20er Jahre typischen Monumentalität. |
|      | A 1139      | Becker-Klee                          | 1932                               | Jean Schad                                     | Ädikula, der Giebel getragen von stämmigen Doppelsäulchen, zwischen Flügelwänden aus poliertem schwarzen Granit mit axialem Kruzifixrelief über der Schrifttafel und seitlicher Plastik einer Trauernden. |
| 0    | A 1148      | Schoder                              | 1943                               | F. Hofmeister                                  | Fünfbahnige, von Pfosten gefasste Bankstele aus geschliffenem grau-blauen schlesischen Marmor. |
|      | A 1171      | Seyd                                 | 1929                               | Paul Anton Seiler, Bildhauer                   | Dreibahnige Stele aus geschliffenem Grenzheimer Muschelkalk mit zentralem Relief, die „Entwicklung des Menschen von der Geburt bis zum Tod in Erwartung der himmlischen Seeligkeit“ darstellend. |
|      | A 1183      | Marx                                 | 1927                               | F. Hofmeister                                  | Urnenstele auf hochrechteckiger Wandstele aus geschliffenem dunklen Diabas. |
|      | A adM 11    | Grote                                | 1878                               | 0                                              | Ädikula in Formen der Neurenaissance aus Marmor mit reichem Reliefschmuck im Innenfeld. |
|      | A adM 23–25 | Cunze                                | 1907                               | 0                                              | Neoklassizistisches, aus Kalksteinquadern aufgemauertes pylonartiges Wanddenkmal. Die bronzene Scheinpforte wird durch einen löwenartigen Türklopfer aus gleichem Material betont. Davor stehen zwei Blumenkübel aus Metall.                                                                                          |
|      | A adM 57–59 | Johann Gerhard Christian Thomas-Türk | 1838, 1842, 1845, 1848, 1854, 1855 | 0                                              | Ensemble zweier Kreuzdenkmäler, Stele und Wandplatt. Transloziert 1898 vom alten Sachsenhäuser Friedhof |
|      | A adM 59    | Thierry                              | 1840, 1867                         | 0                                              | Neogotische Sandsteinstele und weibliche Marmorplastik ohne Grabzuordnung. 1898 vom alten Sachsenhäuser Friedhof transloziert. |
|      | A adM 66    | Häuser                               | 1932                               | Eugen Schreck                                  | Wandstele aus geschliggenem Blaubank-Muschelkalk mit Relief eines knienden Pilgers. Die Schrifttafel wurde später ergänzt. |
|      | B 34–36     | Maull                                | 1913                               | Nau & Mahr                                     | Neoklassizistische Ädikula nach dem Vorbild dorischer Tempel aus geschliffenem Granit. |
|      | B 90        | Lenz-Dorsch                          | 1885                               | 0                                              | Sandsteinstele der Neurenaissance mit überbetonten Akroterien |
|      | B 91        | Leux                                 | 1881                               | 0                                              | Stele aus weißem und rotem Sandstein in Formen der Neurenaissance, bekrönt von einer girlandengeschmückten Urne über einer mit Palmettenakroteren und Voluten reich verzierten giebelähnlichen Verdachung |
|      | B 92        | Vogel                                | 1884                               | 0                                              | Ädikula in Formen der Neurenaissance aus gelbem Sandstein, der akrotergeschmückte Dreiecksgiebel mit Kreuz bekrönt. Zeichnung signiert Krupp |
| 0    | B 92a       | Engelhardt-Rudorf                    | 1934                               | 0                                              | Trapezförmige, von bankhohen Flügelmauern flankierte Schriftstele aus poliertem schwarzen Granit, geschmückt mit einer Girlande aus Galvanoplastik |
|      | B 93        | Friedrich (Fritz) Wilhelm Reutlinger | 1879                               | 0                                              | Obeliskendenkmal aus rotem Sandstein für den Gründer der gleichnamigen Bierbrauerei auf dem Sachsenhäuser Berg. |
|      | B 96        | Heister                              | 1893                               | Gebrüder Wagner                                | Barock dekorierte Marmorurne auf einem Postament aus poliertem schwarzen Granit. |
|      | B 98        | Holzwarth                            | 1898                               | Gebrüder Wagner                                | Ädikula in Formen der Neurenaissance aus poliertem schwarzen Granit. Im Tympanon des Dreiecksgiebels ein reliefierter Engelskopf. Ebenfalls aus Granit sind die mit Metallstangen verbundenen Pfosten der Einfriedung.                                                                                                |
|      | B 106       | Wagner                               | 1922                               | 0                                              | Neoklassizistisches Denkmal in freier Interpretation einer Ädikula aus Muschelkalk. Im offenen mit reliefiertem Fries betonten Bogen die Plastik einer gefüllten Blumenschale. |
| 0    | B 123       | Rumbler                              | 1886                               | Nau & Mahr                                     | Spätklassizistische Ädikula mit aufwendig reliefiertem Giebelgesims aus Sandstein. |
|      | B 149       | Schenck                              | 1888                               | Nau & Mahr                                     | Renaissancistische Sandsteinstele mit Urnenaufsatz. |
|      | B 155       | Wagner                               | 1889                               | Nau & Mahr                                     | Spätklassizistische kreuzbekrönte Stele aus Sandstein. |
|      | B 169       | Görich-Kissling                      | 1945                               | 0                                              | Inschriftenblock als Postament für die Plastik einer sitzenden Trauernden zwischen weitausgreifenden bankartigen Mauern aus Kalkkunststein |
|      | B 196       | Schad                                | 1881                               | 0                                              | Neogotische Ädikula mit Kreuzaufsatz aus rotem Sandstein. Zeichnung signiert J. Gebhardt |
|      | B 205–206   | Büdinger                             | 1880                               | Nau & Mahr                                     | Spätklassizistische Obeliskenstele aus Sandstein. |
| 0    | B 213       | Hoffmann                             | 1918                               | F. Hofmeister                                  | Schriftstele mit niedrigen Flügelmauern aus poliertem dunkel-grünlichen Granit. In den Seitenflügeln eingelegte Blütenfrise aus Bronze. |
| 0    | B 215       | Wagner                               | 1918                               | F. Hofmeister                                  | Identisches Grabmal wie B 213 |
|      | B 220       | Geyer-Dauth                          | 1890                               | Nau & Mahr                                     | Spätklassizistische Stele aus Sandstein mit Schrifttafeln aus poliertem Granit und Kreuzaufsatz. |
| 0    | B 223       | Bender                               | 1911                               | Nau & Mahr                                     | Auf stereometrische Grundformen reduzierte neoklassizistische Ädikula mit reliefiertem Christuskopf aus poliertem dunkelgrauen Granit. |
|      | B 226       | Denz-Büdinger                        | 1889                               | Jean Schad                                     | Sandsteinädikula in renaissancistischen Formen. |
| 0    | B 236       | Nagel-Fischer                        | 1886                               | Nau & Mahr                                     | Sandsteinstele in Formen der Neurenaissance aus Sandstein. Die Schrifttafel besteht aus poliertem dunklem Granit. |
|      | B 275       | Nau                                  | 1900                               | Nau & Mahr                                     | Neogotische Kreuzstele aus Sandstein mit Schrifttafeln aus poliertem schwarzen Granit. |
|      | B 308–309   | Euler-Freyeisen                      | 1894                               | Johann Hössbacher                              | Stele aus poliertem schwarzen Granit als Postament für eine renaissancistische Urne. |
| 0    | B 225       | Braun                                | 1892                               | Nau & Mahr                                     | Serielles Säulendenkmal aus poliertem schwarzen Granit. |
|      | B 227       | Geyer                                | 1908                               | Nau & Mahr                                     | Stele in Formen der Neurenaissance mit einem den Volutengiebel bekrönenden Flammenbecken, flankiert von vasentragenenden Postamenten aus poliertem schwarzen schwedischen Granit und zentralem Porträtrelief aus Galvanobronze.                                                                                       |
|      | B 371–372   | Laun-Dielmann                        | 1898                               | 0                                              | Lebensgroße Plastik eines kreuztragenden Engels auf standardisiertem Sockel aus rotem Sandstein. Zeichnung signiert Adolf Ullrich, Bildhauer |
|      | B 453       | Abt                                  | 1929                               | Jean Schad                                     | Dreibahnige Stele aus geschliffenem schwedischen Bluberg-Granit. Über der risalitartig vortretenden mittleren Bahn ein Bronzerelief mit Orpheusmotiv. |
|      | B 519–520   | Krieger                              | 1901                               | Jean Schad                                     | Obeliskenstele auf bankartigem, ursprünglich zwei Vasen tragendem Sockel aus poliertem schwarzen Granit. |
|      | B 521–522   | Burck                                | 1901                               | Jean Schad                                     | Obeliskenstele in Standardausführung aus poliertem schwarzen Granit. |
|      | B 600–601   | Matthäus                             | 1906                               | Nau & Mahr                                     | Mauerplatte mit ädikulaartigem Rahmen in Formen der Neurenaissance für eine mit Engelskopf geschmückte Schrifttafel. Material: gestockter und polierter schwarzer Granit. |
|      | B 678–679   | Kraus                                | 1903                               | Nau & Mahr                                     | Marmorurne auf seriellem Sockel aus poliertem schwarzen Granit. |
|      | B 707       | Sorgatz-Modlich                      | 1962                               | Joh. Ferd. Schad                               | Schriftstele auf quadratischem Grundriss aus geschliffenem Dalia-Marmor mit reliefierter Schrift als einzigem Gestaltungselement. |
|      | B 714       | Amm                                  | 1910                               | Nau & Mahr                                     | Kruzifix aus poliertem schwedischen Granit auf dreiteiligem Sockel aus gespitztem Odenwälder Granit. Die dominierende Plastik einer über einer Urne trauernden Frauengestalt sowie der Christus aus Galvanobronze. |
|      | B 724       | Reitz                                | 1907                               | Nau & Mahr                                     | Felsenstele mit Galvanoplastik einer Trauernden. |
|      | B 746       | Schüssler                            | 1907                               | Jean Schad                                     | Kreuzdenkmal über Eck aus poliertem schwarzen Granit in standardisierter Ausführung. |
|      | B 750       | Trauner                              | 1909                               | Nau & Mahr                                     | Neoklassizistische Stele mit reliefiertem Kreuz aus geschliffenem und poliertem Odenwaldgranit. Einfriedung aus Odenwälder Felsberg-Granit mit schmiedeeisernem Geländer in Formen des Jugendstils. |
|      | B 752       | Sussner                              | 1908                               | F. Hofmeister                                  | Neoklassizistische Ädikula mit Dekorationselementen des Jugendstils aus gespitztem grauen Granit. Die nischenfüllende Schrifttafel ist poliert und mit Engelsköpfen verziert. |
|      | B 757       | Assmann                              | 1911                               | Nau & Mahr                                     | Obelisk aus poliertem Syenit. Die Seitenflächen sind mit floralem Dekor vor gespitztem Hintergrund gefüllt. |
|      | B 761       | Sommer                               | 1912                               | F. Hofmeister                                  | Kreuzstele auf breitem, von Pfeilern mit Schalenaufsatz gefasstem Sockel aus poliertem schwarzen Granit. |
|      | B 778       | Dörrstein-Hoffmann                   | 1908                               | F. Hofmeister                                  | Gedenkstein aus rotem Granit mit Relief eines trauernden Engels. |
|      | B 779       | Kraus                                | 1908                               | Jean Schad                                     | Felsenstele aus Granit mit geöffneter Schriftrolle aus Galvanobronze. |
|      | B 781       | Stock                                | 1918                               | Gebrüder Wagner                                | Denkmal aus poliertem Granit. Die zentrale Inschriftentafel flankiert von Reliefs trauernder Engel unter einem gemeinsamen Giebel mit stilisierten Eckakrotoren. |
|      | B 788       | Irmer-Storch                         | 1902                               | Jean Schad                                     | Galvanoplatischer serieller Engel auf Postament aus poliertem schwarzen Granit. |
|      | B 794       | Bohne                                | 1900                               | Jean Schad                                     | Felsendenkmal aus Quarzgestein mit applizierten Schrifttafeln aus Bronze. |
|      | B 795       | Hofmann                              | 1909                               | Jean Schad                                     | Felsendenkmal mit aufgesetzter Schriftrolle aus Galvanobronze. |
|      | B 802       | Weber-Kraus                          | 1901                               | 0                                              | Monumentales Kreuzdenkmal auf oktogonalem Sockel mit allseitigem vertieften Inschriftenspiegeln aus dunklem, in der Oberfläche unterschiedlich behandeltem Granit. Am Kreuzfuß eine das Denkmal beherrschende vollplastische Pietà.                                                                                   |
| 0    | B 803       | Tietz-Wellmann                       | 1910                               | Nau & Mahr                                     | Zwischen zwei obeliskartigen Pfeilern mit Jugendstildekor gespannte Schrifttafel mit Segmentbogenabschluss aus poliertem schwarzen schwedischen Granit. |
|      | B 806       | Sussner                              | 1909                               | Nau & Mahr                                     | Schriftstele mit felsähnlichem Umriss aus poliertem schwarzen schwedischen Granit, davor die Plastik eines trauernden Mädchens aus Carrara-Marmor. |
|      | B 807       | Schwab                               | 1908                               | Nau & Mahr                                     | Felsenstele aus Taunusgestein mit eingelassener Reliefplatte aus Galvanobronze mit der Darstellung eines Engels, das ihm zum Schutz anvertraute Kind in Empfang nehmend. |
|      | B 811       | Bien                                 | 1910                               | Nau & Mahr                                     | Neoklassizistische, auf ihre Grundformen reduzierte Ädikula aus poliertem roten Granit mit der Plastik einer Trauernden aus weißem Marmor. |
|      | B 828       | Orth                                 | 1911                               | Nau & Mahr                                     | Felsenstele aus Taunusgestein mit eingelassener Schriftplatte. |
|      | B 829       | Hüttner                              | 1912                               | Joh. Hösbacher                                 | Taunusfelsen mit applizierter Schrifttafel im Jugendstildekor aus Galvanobronze. |
|      | B 830       | Schäfer                              | 1911                               | August Bischoff, Bildhauer                     | Denkmal mit ädikulaartiger Rahmung aus rotem Granit für ein Relief einer kreuztragenden trauernden weiblichen Gestalt aus Savoniére-Kalkstein. |
|      | B 845       | Löffler                              | 1911                               | Jean Schad                                     | Neoklassizistische Ädikula in gehobener Standardausführung aus poliertem dunklem Syenit, die geschwungenen Flügelmauern begrenzt durch Postament für Pflanzschalen. |
|      | B 846       | Imfang                               | 1911                               | Jean Schad                                     | Neoklassizistische Ädikula mit geraden Flügelmauern aus poliertem dunklem Syenit. |
|      | B 901       | Hieronymi                            | 1912                               | Springer & Schürmann                           | Neoklassizistische Ädikula aus geschliffenem rötlichen Granit mit dominierender Galvanoplastik einer Trauernden. |
|      | B 1022      | Angst                                | 1922                               | Nau & Mahr                                     | Postament aus poliertem schwarzen Granit für die Plastik eines trauernden Mädchens aus Marmor. Steinmet |
|      | B 1025      | Klingler                             | 1924                               | Nau & Mahr                                     | Kleine Ädikula aus dunklem Odenwaldgranit mit zentralem Porträtrelief aus Galvanobronze. |
|      | B 1148–1149 | Schmalz                              | 1923                               | Nau & Mahr                                     | Kleine neoklassizistische Ädikula aus dunklem Syenit mit Porträtrelief aus Galvanobronze. Relief signiert: Kraumann |
|      | B 1160b     | Rumbler                              | 1941                               | Fritz Best, Kronberg                           | Reliefstele aus geschliffenem Grünsfelder Muschelkalk mit dem Abbild eines trauernden Mädchens, umgeben von zahlreichen symbolträchtigen Blumen. |
|      | B 1244      | Knodt                                | 1906                               | Nau & Mahr                                     | Dreibahnige Stele aus poliertem oberhessischen Granit. Im überhöhten Mittelteil ein rundbogiges Relief einer über einer Urne trauernden Frauengestalt aus Galvanobronz. Relief signiert A.M. Wolf |
|      | B 1165      | Schleicher-Schütz-Louven             | 1910                               | Rupp & Möller, Inh. Aug. Rupp, Karlsruhe       | Monumentales, nach traditionellen Vorlagen _ zwischen Pfeilern gespannte Schrifttafel, Zum Viertelkreis gekrümmte Flügelmauern – entworfenes Denkmal des Jugendstils aus geschliffenem dunklem Granit. Die Pfeilerkapitelle ersetzen Mädchenköpfe nach antikem Vorbild.                                               |
|      | B 1258      | Oskar Ursinus                        | 1940                               | Carl Stock, Bildhauer                          | Lagerhafte rechteckige Stele aus geschliffenem gelben Jura. Im zurückgesetzten mittleren Feld die Ritzung eines Adlers. |
|      | B 1265      | Müller                               | 1928                               | Peter Müller jr.                               | In der Ansicht dreiteilige Stele mit graviertem Kreuz in den seitlichen Schriftfelder aus gesägtem blau-grauen Muschelkalk. |
|      | B 1269      | Bonitz                               | 1928                               | Jean Schad                                     | Ädikulaähnliche Stele aus geschliffenem Granit mit eingelassenem Relief eines trauernden Engels aus Galvanobronze. |
|      | B 1274      | Breidenstein                         | 1953                               | F. Hofmeister                                  | Bankartiges, in Viertelkreisen auslaufendes Denkmal mit überhöhtem, durch reliefiertes Kreuz zusätzlich betontem Mittelteil in der Tradition der 1940er Jahre aus geschliffenem Travertin. |
|      | B 1279      | Battes                               | 1931                               | Entwurf: Robert Wilms, akd. Bildhauer, Koblenz | Stehendes, kreuzförmiges Denkmal aus Muschelkalk mit einem zentralen Relief einer knienden männlichen Gestalt das Rad der Zeit anhaltend. |
|      | B 1292      | Pilgrim-Poppe                        | 1957                               | Joh. Ferd. Schad                               | Stehende Rechteckstele mit Pietà-Relief aus Kalkstein. |
|      | C 163       | Ried                                 | 1936                               | Joh. Hössbacher                                | Stele in Form eines Opferstocks aus Kalkstein. In der Nische ein Bronzerelief der Maria mit Kind. |
| 0    | C 243–244   | Matthes                              | 1921                               | Philipp Holzmann AG                            | Neoklassizistisches Portal in vereinfachter dorischer Säulenordnung mit eingestellter Schrifttafel aus geschliffenem Ettringer Tuffstein. Im Giebel das Relief einer Eule als Allegorie des Todes. |
|      | C 297       | Bohnstedt                            | 1920                               | Gebrüder Wagner                                | Von Schlangenleibern im Oval umfasste Schriftstele aus Kunststein-Muschelkalk. |
| 0    | D 49        | von Mylius                           | 1890                               | Nau & Mahr                                     | Neugotische Kreuzstele aus rotem Sandstein. |
| 0    | D 102       | Reidies                              | 1917                               | Nau & Mahr                                     | Serielle Stele mit Marmorkreuz auf Sandsteinsockel. |
| 0    | D 106       | Beisinger                            | 1917                               | Nau & Mahr                                     | Kreuzstele aus weißem Marmor. |
| 0    | D 122       | Stöhr                                | 1918                               | Gebrüder Wagner                                | Stele mit antikisierendem Abschluss als Basis für ein Eisernes Kreuz. Im Sockel ein Relief mit Helm, Schwert und Ölzweig zur Erinnerung an einen Kriegsgefallenen. |
|      | D 129       | Hessler                              | 1915                               | Entwurf: J. Hessler, Architekt                 | Stele in Form eines ägyptischen Pylons mit beidseitigen Schlangenreliefs aus Muschelkalkstein. Die Türöffnung verschlossen von einer Schrifttafel aus poliertem schwarzen Marmor. |
|      | D 141       | Vaternahm                            | 1918                               | F. Hofmeister                                  | Monument mit äyptisiernden polygonalen Kolossalpfeilern aus geschliffenem dunklem Granit. Über dem Schriftspiegel ein Bronzerelief eines abschiednehmenden Paares in Anlehnung an die Darstellung des Orpheusmythos.                                                                                                  |
|      | D 158       | Haun                                 | 1915                               | Gebrüder Wagner                                | Kreuzstele auf breitem Sockel aus poliertem schwarzen schwedischen Granit. Der Christus und die im Sockel eingelassenen Puttireliefs aus Galvanobronze. |
|      | D 159       | Wagner                               | 1914                               | Nau & Mahr                                     | Ädikulaartige Stele aus geschliffenem dunklem Granit mit Relief eines harfespielenden Engels aus Galvanobronze. |
|      | D 181       | Rückmann-Schindler-Weinberg          | 1921                               | 0                                              | Dreiteilige Stele aus Muschelkalk mit Relief eines trauernden Putto |
|      | D 182       | Dörrstein-Fuchs                      | 1921                               | F. Hofmeister                                  | Rundbogige Stele aus poliertem grünlichen Granit. Bogenfüllen ein Marmorrelief einer Trauernden. |
| 0    | D 597–598   | Arnold-Wilke                         | 1907                               | Jean Schad                                     | Schriftstele aus poliertem dunklem Granit. Darin eingelassen ein Bronzerelief mit dem Orphusmotiv. Relief: C. Cimmi |
| 0    | D 753c      | Oswald                               | 1952                               | F. Hofmeister                                  | Asymmetrische Stele aus geschliffenem schwäbischen Jura-Marmor mit flächenfüllender Gravur der Auferstehung Christi. |
| 0    | D 754       | Bischoff                             | 1940                               | F. Hofmeister                                  | Grabmal für die 1940 verstorbene Frau Maria des Bildhauers August Bischoff. Geometrische Stele aus fein gestocktem Diabas. Nach oben abgeschlossen mit einem Hochrelief eines weiblichen Aktes in Schlafhaltung, darunter ein Porträtrelief des Künstlers. Entwurf: August Bischoff.                                  |

## Die Steinmetze
Einige Steinmetzfirmen zeichnen für die Ausführung vieler dieser Kulturdenkmäler verantwortlich. Die Angaben in der Liste beziehen sich jeweils auf die ausführende Firma, nicht auf einen konkreten Steinmetz.
| Firma             | Beschreibung |
| ----------------- | --- |
| F. Hofmeister     | Die Firma F. Hofmeister wurde im Jahr 1864 von dem Frankfurter Bürger Ferdinand Hofmeister als Marmorwerkstatt gegründet. 1876 verlagerte die Firma ihren Sitz an den heutigen Standort, die Eckenheimer Landstraße gegenüber dem Hauptfriedhof. 1898 und 1906 wurden die Söhne von Ferdinand Hofmeister Rudolf und Willy, Teilhaber. Ferdinand Hofmeister starb 1906 und hinterließ ein Unternehmen mit 70 Mitarbeitern, das reichsweit Grabsteine verkaufte. Ab 1911 betrieb das Unternehmen einen eigenen Steinbruch im Odenwald. Das Unternehmen ist heute noch in fünfter Generation im Familienbesitz. |
| Nau & Mahr        | Der Steinmetzbetrieb Nau & Mahr wurde 1876 gegründet. Sie hat in 4. Generation ihren Sitz an der Darmstädter Landstraße 264 gegenüber dem Südfriedhof. |
| Johann Hössbacher | Johann Hössbacher (auch Hößbacher) |
| E.C. Klucken      | Am 9. Mai 1909 wurde die Steinmetzfirma E.C. Klucken durch Engelbert Conrad Klucken gegründet. Bis 1974 blieb das Unternehmen in Familienbesitz, bis Caroline Klucken es an Kunigunde Speck verkaufte. Heute firmiert das Unternehmen als Steinmetzbetrieb Kreuder & Partner GmbH. |
| Gebrüder Wagner   | Das Grabsteingeschäft Gebrüder Wagner wurde durch Johann Hermann Wagner (1852–1925) gegründet. |